# Юрук
Юру́к (рос. Юрук) — присілок в Кезькому районі Удмуртії, Росія.
Населення — 71 особа (2010; 84 в 2002).
Національний склад станом на 2002 рік:
- удмурти — 97 %